# Simone Tatonetti
Simone Tatonetti (Pescara, 1º giugno 1992) è un giocatore di calcio a 5 italiano.

## Carriera
Inizia la sua carriera nella squadra della sua città natale, giocando nella formazione juniores e quindi nell'Under-21. Dal 2011 al 2013 gioca nell'Acqua&Sapone, esordendo in Serie A contro il Putignano e collezionando in totale 24 presenze. Rientrato a Pescara nell'estate del 2013, viene girato in prestito in Serie B al Tollo, dove scende in campo per 12 volte. La stagione successiva viene confermato nella prima squadra del Pescara, contribuendo alla vittoria del primo scudetto degli con un totale di 29 presenze di cui 8 da titolare (4 in campionato, 3 in Coppa Italia e una nei quarti di finale dei play-off scudetto).
Nella stagione 2015-16 viene ceduto in prestito prima al Napoli (Serie A) e quindi al Catanzaro SG (Serie A2). Nel 2016 torna in Abruzzo, difendendo i pali del Montesilvano in Serie B. L'estate successiva si trasferisce al Carrè Chiuppano in Serie A2.

## Palmares
- Campionato italiano: 1
Pescara: 2014-15